# Événements asiatiques de Toronto
Toronto concentre une forte population d'origine asiatique, c'est ainsi que chaque année se déroulent des événements réunissant les différentes communautés du Grand Toronto.    
| Événements                                                             | Communautés     | Date            | Place                             |
| ---------------------------------------------------------------------- | --------------- | --------------- | --------------------------------- |
| Festival pour la nouvelle année lunaire                                | Vietnamienne    | ---             | International Centre              |
| Dragon Ball                                                            | Chinoise        | février         | Metro Toronto Convention Centre   |
| South Asian Alliance Culture Show                                      | Sud Asiatique   | mars            | ---                               |
| Haru Matsuri (Festival Japonais)                                       | Japonaise       | mars            | Centre Culturel Japonais-Canadien |
| Festival Sinhalese "Célébration de la solidarité Sri Lankaise"         | Sri Lankaise    | avril           | ---                               |
| Gala de la Fédération des Professionnels Chinois-Canadiens             | Chinoise        | mai             | ---                               |
| Concours des Beautés d'Asie                                            | Multiculturelle | mai             | ---                               |
| Jeux Sportifs de la Communauté Asiatiques                              | Multiculturelle | juin            | Campus de l'Université de York    |
| Taste of Asia                                                          | Multiculturelle | juin            | Kennedy Road and Steeles Avenue   |
| Toronto International Dragon Boat Race Festival                        | Multiculturelle | juin            | Toronto Centre Island             |
| Dano Festival                                                          | Coréenne        | juin            | Christie Pits                     |
| Festival Indien Ratha-Yatra                                            | Indienne        | juillet         | Centre Island                     |
| Taste of Thailand                                                      | Thaïlandaise    | juillet         | Nathan Phillips Square            |
| Festival des Arts Chinois de Mississauga                               | Chinoise        | juillet ou août | Mississauga Living Arts Centre    |
| Festival du Sud de l'Asie (Little India Street Festival)               | Sud Asiatique   | août            | Gerrard Street East               |
| Festival de Chinatown à Toronto                                        | Chinoise        | août            | Chinatown                         |
| Tournois de Golf de la Fédération des Professionnels Chinois-Canadiens | Chinoise        | août            | ---                               |
| Concours de Miss India Canada                                          | Sud Asiatique   | août            | Double Tree by Hilton             |
| Hangawi Festival                                                       | Coréenne        | septembre       | Mel Lastman Square                |
| Diwali Fiesta                                                          | Sud Asiatique   | octobre         | Pearson Convention Centre         |
| Comité des Professionnels Chinois de Mississauga                       | Chinoise        | octobre         | ---                               |
| Diwali-Mela                                                            | Sud Asiatique   | novembre        | Gerrard Indian Bazaar             |
| Miss Chine Toronto                                                     | Chinoise        | novembre        | Metro Toronto Convention Centre   |
| Road to Asia Festival                                                  | Multiculturelle | novembre        | Centre Culturel Japonais-Canadien |